# Módio (toucado)

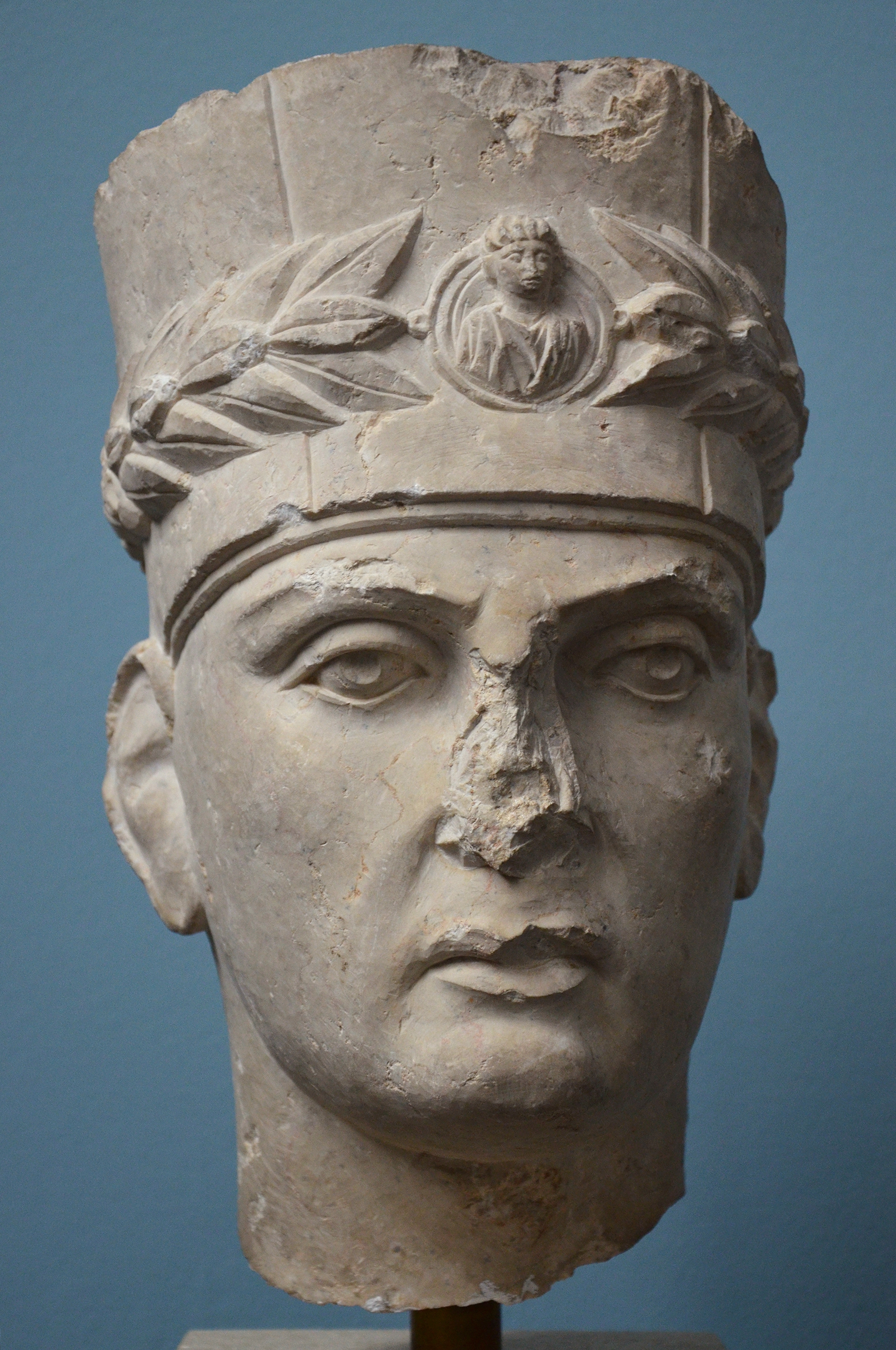
Sacerdote de Palmira usando o módio, 190-200 DC (Gliptoteca Ny Carlsberg)

O módio é um tipo de cocar ou coroa cilíndrica de topo achatado encontrado na arte egípcia antiga e na arte do mundo greco-romano. O nome foi dado por estudiosos modernos com base em sua semelhança com o jarro usado como unidade romana de medida seca. É usado por certas divindades, incluindo as divindades de Elêusis e suas contrapartes romanas, a Ártemis de Éfeso e algumas outras formas da deusa, Hécate e Serápis. Em algumas divindades representa fecundidade. Acredita-se que seja uma forma restrita principalmente a seres sobrenaturais na arte e raramente usada na vida real, com duas prováveis exceções. Um módio alto faz parte do complexo cocar usado para representações de mulheres reais egípcias, muitas vezes ornamentadas com símbolos, motivos vegetativos e o ureu. Era também o cocar distintivo dos sacerdotes de Palmira.